# Monneville
Monneville és un municipi francès, situat al departament de l'Oise i a la regió dels Alts de França. L'any 2007 tenia 830 habitants.

## Demografia

### Població
El 2007 la població de fet de Monneville era de 830 persones. Hi havia 258 famílies de les quals 44 eren unipersonals (16 homes vivint sols i 28 dones vivint soles), 57 parelles sense fills, 137 parelles amb fills i 20 famílies monoparentals amb fills.
La població ha evolucionat segons el següent gràfic:
Habitants censats

### Habitatges
El 2007 hi havia 294 habitatges, 263 eren l'habitatge principal de la família, 20 eren segones residències i 11 estaven desocupats. 280 eren cases i 13 eren apartaments. Dels 263 habitatges principals, 224 estaven ocupats pels seus propietaris, 32 estaven llogats i ocupats pels llogaters i 6 estaven cedits a títol gratuït; 2 tenien una cambra, 11 en tenien dues, 30 en tenien tres, 70 en tenien quatre i 150 en tenien cinc o més. 213 habitatges disposaven pel capbaix d'una plaça de pàrquing. A 91 habitatges hi havia un automòbil i a 158 n'hi havia dos o més.

### Piràmide de població
La piràmide de població per edats i sexe el 2009 era:
| Homes | Edats   | Dones |
| ----- | ------- | ----- |
| 0     | 95 o +  | 0     |
| 0     | 90 a 94 | 8     |
| 4     | 85 a 89 | 8     |
| 0     | 80 a 84 | 8     |
| 8     | 75 a 79 | 24    |
| 4     | 70 a 74 | 28    |
| 12    | 65 a 69 | 20    |
| 8     | 60 a 64 | 28    |
| 20    | 55 a 59 | 4     |
| 32    | 50 a 54 | 24    |
| 32    | 45 a 49 | 40    |
| 32    | 40 a 44 | 20    |
| 24    | 35 a 39 | 32    |
| 32    | 30 a 34 | 16    |
| 44    | 25 a 29 | 36    |
| 28    | 20 a 24 | 12    |
| 20    | 15 a 19 | 12    |
| 32    | 10 a 14 | 32    |
| 24    | 5 a 9   | 16    |
| 20    | 0 a 4   | 32    |

## Economia
El 2007 la població en edat de treballar era de 522 persones, 377 eren actives i 145 eren inactives. De les 377 persones actives 349 estaven ocupades (193 homes i 156 dones) i 28 estaven aturades (14 homes i 14 dones). De les 145 persones inactives 43 estaven jubilades, 65 estaven estudiant i 37 estaven classificades com a «altres inactius».

### Ingressos
El 2009 a Monneville hi havia 264 unitats fiscals que integraven 761,5 persones, la mediana anual d'ingressos fiscals per persona era de 23.362 €.

### Activitats econòmiques
Dels 33 establiments que hi havia el 2007, 1 era d'una empresa alimentària, 2 d'empreses de fabricació d'altres productes industrials, 8 d'empreses de construcció, 5 d'empreses de comerç i reparació d'automòbils, 1 d'una empresa d'hostatgeria i restauració, 4 d'empreses immobiliàries, 9 d'empreses de serveis i 3 d'entitats de l'administració pública.
Dels 9 establiments de servei als particulars que hi havia el 2009, 2 eren tallers de reparació d'automòbils i de material agrícola, 2 guixaires pintors, 2 fusteries, 1 lampisteria, 1 empresa de construcció i 1 agència immobiliària.
L'únic establiment comercial que hi havia el 2009 era una fleca.
L'any 2000 a Monneville hi havia 7 explotacions agrícoles que ocupaven un total de 892 hectàrees.

## Equipaments sanitaris i escolars
El 2009 hi havia una escola elemental integrada dins d'un grup escolar amb les comunes properes formant una escola dispersa.

## Poblacions més properes
El següent diagrama mostra les poblacions més properes.